# Hipercarnívoro

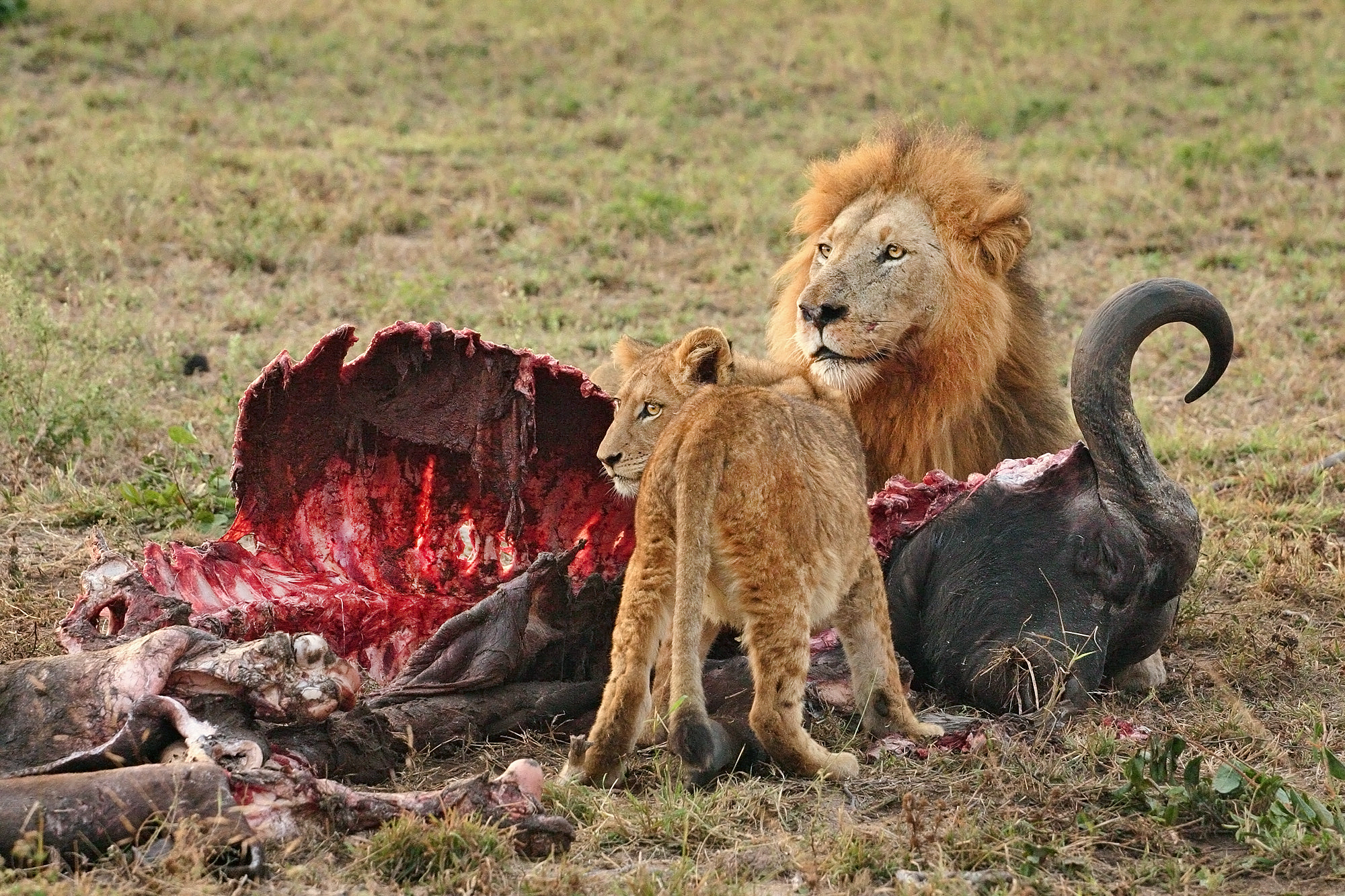
O leão é um exemplo de um hipercarnívoro.

Um hipercarnívoro é um animal cuja dieta possui mais de 70% de carnes, com o restante incluindo alimentos de origem não animal, tais como fungos, frutas ou outros vegetais. Alguns exemplos incluem crocodilos, jacarés, corujas, picanços, águias, felídeos, muitos canídeos selvagens, golfinhos, orcas, serpentes, aracnídeos, louva-a-deus, marlins, garoupas e a maioria dos tubarões. Dentre os felídeos, todos eles - incluso o gato doméstico - são hipercarnívoros em seu estado natural. Além disso, esse termo é utilizado na paleobiologia para descrever taxa de animais que possuíam um componente de corte aumentado em sua dentição. Nem todos os hipercarnívoros são superpredadores. Por exemplo, os salmões são exclusivamente carnívoros, ainda que sejam presas em todos os estágios da vida por vários organismos.
Muitos mamíferos pré-históricos do clado Carnivoramorpha (Carnivora e Miacoidea sem Creodonta), juntamente com representantes do período inicial da ordem Creodonta, e alguns mamíferos da ordem anterior, Cimolesta, eram hipercarnívoros. O mais antigo mamífero carnívoro é considerado Cimolestes, que existiu durante o final do Cretáceo e o início do período Paleogeno períodos na América do Norte, cerca de 66 milhões de anos atrás. Dinossauros terópodes, como o Tyrannosaurus rex, que existiu durante o final do Cretáceo, apesar de não serem mamíferos, eram carnívoros necessários.
Os grandes hipercarnívoros mudavam com frequência, de acordo com o registro fóssil, não raro como resposta à mudança nas oportunidades ecológicas oferecidas pelo declínio ou extinção de espécies dominantes hipercarnívoras precedentes. Enquanto a evolução de espécies carnívoras de grande porte pode ser favorecida no nível individual, esta também pode levar a um declínio macroevolucionário, uma vez que tal especialização na dieta causa baixa densidade populacional, proporcionando assim maior propensão à extinção. Como consequência dessas forças opostas, o registro fóssil dos carnívoros é dominado por ordens sucessivas de  hipercarnívoros que se diversificam e depois entram em declínio, apenas para serem sucedidas por novas ordens de hipercarnívoros.
Como exemplo de espécies diferentes com alimentações diversas, mesmo que tenham divergido apenas 150 mil anos atrás, o urso-polar é o mais carnívoro dos ursos (mais de 90% é composta de carne) enquanto o cinzento, uma população norte-americana do urso-pardo, é uma das espécies menos carnívoras em várias regiões, com menos de 10% de sua alimentação sendo composta de carne.